# Y'Ami Island
Y'Ami (bzw. Yami) Island oder Amianan Island, in einigen Quellen auch als Mavudis Island bezeichnet, ist die nördlichste Insel der Batan-Inseln und stellt somit den nördlichsten Punkt der Philippinen dar. Politisch gehört sie, wie die gesamte Inselgruppe, der philippinischen Provinz Batanes an. Sie gehört zum Baranggay Santa Maria (Marapuy) der Stadtgemeinde Itbayat.

## Name
In den meisten Karten der Philippinen ist sie unter der Benennung Yami (oder Y'Ami) zu finden. In der offiziellen Webseite von Batanes wird sie unter der Bezeichnung Mavudis geführt. Mavudis (oder Mavodis) entstammt der Sprache der Ivatan, einer indigenen Volksgruppe dieser Region, und bedeutet „nieder“. Die Tatsache, dass Mavudis auch eine Namensvariante von Mabudis Island 19 km südlich von Y'Ami ist, kann zu Verwechslungen führen. Daneben sind für das Eiland ebenso die von älteren Einheimischen verwendete Bezeichnung Dihami, was in der Sprache Ivatan „Norden“ bedeutet, geläufig, während es bei der ehemaligen spanischen Kolonialadministration unter dem Namen Diamiv bekannt war. In verschiedenen Quellen wird sie zudem unter dem Namen Amianan Island geführt.
Die Bezeichnung Yami darf hierbei nicht mit der indigenen taiwanesischen Volksgruppe der Yami verwechselt werden, die auf einigen Inseln weiter nördlich oberhalb des philippinischen Territoriums leben, dabei aber geographisch, kulturell wie auch linguistisch mit den Ivatan in Verbindung stehen.

## Geographie
Die Insel liegt 141 km südöstlich von der Südspitze der Hauptinsel Taiwans sowie 98 km zur nächstgelegenen taiwanischen Insel, der "Kleinen Orchideeninsel". Die Entfernung bis zur philippinischen Hauptinsel Luzon dagegen beträgt 288 km. Die Insel ist an den Küsten felsig, aber in ihrem Inneren von üppiger Vegetation überzogen. Gemäß der offiziellen Webseite von Batanes ist die Insel unbewohnt. Kokosnusskrebse, regional als Tatus bezeichnet, finden sich hier in großer Anzahl.
Die Insel ist 2,2 km lang und bis zu einem Kilometer breit. Im Y'Ami Hill erreicht sie eine Höhe von 219 Metern. Das geographische Gegenstück zu Y'Ami Island ist die Insel Saluag als südlichster Punkt der Philippinen. 